# Aoranthe nalaensis
Aoranthe nalaensis là một loài thực vật có hoa trong họ Thiến thảo. Loài này được (De Wild.) Somers mô tả khoa học đầu tiên năm 1988.